# Forcipomyia ciliata
Forcipomyia ciliata är en tvåvingeart som först beskrevs av Johannes Winnertz 1852.  Forcipomyia ciliata ingår i släktet Forcipomyia och familjen svidknott. Arten har ej påträffats i Sverige. Inga underarter finns listade i Catalogue of Life.